# هاندي بالدين
هاندي بالدين (مواليد 1 سبتمبر 1997) هي لاعبة كرة طائرة تركية تلعب في نادي اكزاسيباسي فيترا.